# Ubezpieczenie odpowiedzialności cywilnej
Ubezpieczenie odpowiedzialności cywilnej, ubezpieczenie OC, potocznie OC – rodzaj ubezpieczenia majątkowego, które daje ochronę ubezpieczeniową, gdy ubezpieczony będzie zobowiązany do naprawienia szkody wyrządzonej komukolwiek w następstwie czynu niedozwolonego (odpowiedzialność deliktowa) albo kontrahentowi wskutek niewykonania lub nienależytego wykonania zobowiązania (odpowiedzialność kontraktowa). Nie każde ubezpieczenie odpowiedzialności jest ubezpieczeniem odpowiedzialności cywilnej. Na przykład ubezpieczenie notariuszy z pełnieniem funkcji płatnika świadczeń publicznych. Zdarzają się też polisy chroniące od różnych rodzajów odpowiedzialności, w tym cywilnej.

## Ubezpieczenia odpowiedzialności cywilnej w Polsce
Na mocy umowy ubezpieczenia OC zakład ubezpieczeń przejmuje na siebie ekonomiczne skutki szkód wyrządzonych osobom trzecim, pod warunkiem że ubezpieczony jest zobowiązany do ich naprawienia na podstawie odpowiedzialności deliktowej (za czyny niedozwolone – art. 415 Kodeksu cywilnego) lub kontraktowej (za niewykonanie lub nienależyte wykonanie umowy – art. 471 Kodeksu cywilnego), w tym szkód wyrządzonych przez osoby, za które ubezpieczony ponosi odpowiedzialność przewidzianą przepisami prawa cywilnego. Ubezpieczenia odpowiedzialności cywilnej można podzielić na obowiązkowe i dobrowolne.
Należy zauważyć, że ubezpieczenia odpowiedzialności cywilnej nie pokryją roszczeń, za które ubezpieczonemu nie można było przypisać winy, na przykład wskutek jednej z przesłanek egzoneracyjnych wynikających z art. 471 Kodeksu cywilnego. Jest to szczególnie ważne przy odpowiedzialności za mienie osoby trzeciej.
Ograniczenie ilościowe odpowiedzialności ubezpieczyciela stanowi tak zwana suma gwarancyjna.
W określonych prawem przypadkach towarzystwo ubezpieczeniowe może dochodzić od ubezpieczającego zwrotu wypłaconego osobie trzeciej odszkodowania (tak zwany regres ubezpieczeniowy nietypowy).
Różnie może być uregulowana kwestia czasowego zakresu ochrony. W zdecydowanej większości ubezpieczeń obowiązkowych obejmuje szkody będące skutkiem zdarzeń mających miejsce w okresie ubezpieczenia. Takie rozwiązanie ma zastosowanie także, gdy strony umowy nie umówią się inaczej. Dopuszczalne jest wiele innych możliwości. Ubezpieczyciel może odpowiadać na przykład za szkody powstałe, ujawnione lub zgłoszone w okresie ubezpieczenia.

### Wybrane ubezpieczenia OC oferowane przez polskie towarzystwa ubezpieczeniowe

#### Obowiązkowe
- obowiązkowe ubezpieczenie odpowiedzialności cywilnej komorników sądowych[3]
- obowiązkowe ubezpieczenie odpowiedzialności cywilnej adwokatów[4] oraz radców prawnych[5]
- obowiązkowe ubezpieczenie odpowiedzialności cywilnej notariuszy[6]
- obowiązkowe ubezpieczenie odpowiedzialności cywilnej rzeczników patentowych[7]
- obowiązkowe ubezpieczenie odpowiedzialności cywilnej podmiotów wykonujących doradztwo podatkowe[8]
- obowiązkowe ubezpieczenie odpowiedzialności cywilnej podmiotów usługowo prowadzących księgi rachunkowe[9]
- obowiązkowe ubezpieczenie odpowiedzialności cywilnej architektów oraz inżynierów budownictwa[10]
- obowiązkowe ubezpieczenie odpowiedzialności cywilnej agentów ubezpieczeniowych[11]
- obowiązkowe ubezpieczenie odpowiedzialności cywilnej rzeczoznawców majątkowych[12]
- obowiązkowe ubezpieczenie odpowiedzialności cywilnej pośredników w obrocie nieruchomościami[13]
- obowiązkowe ubezpieczenie odpowiedzialności cywilnej zarządców nieruchomości[14]
- obowiązkowe ubezpieczenie odpowiedzialności cywilnej rolników z tytułu prowadzenia gospodarstwa rolnego[15]
- obowiązkowe ubezpieczenie odpowiedzialności cywilnej posiadaczy pojazdów mechanicznych za szkody wyrządzone w związku z ruchem pojazdu[16]
- obowiązkowe ubezpieczenie odpowiedzialności cywilnej użytkowników, przewoźników i innych przedsiębiorców prowadzących działalność lotniczą, w związku z ruchem statku powietrznego[17]
- obowiązkowe ubezpieczenie odpowiedzialności cywilnej podmiotów przyjmujących zamówienia na udzielanie świadczeń zdrowotnych[18]
- obowiązkowe ubezpieczenie odpowiedzialności cywilnej organizatorów imprez masowych[19]

#### Dobrowolne
- ubezpieczenie odpowiedzialności cywilnej osób fizycznych, osób prawnych lub jednostek organizacyjnych nieposiadających osobowości prawnej, uprawnionych do badania sprawozdań finansowych lub prowadzenia ksiąg rachunkowych
- ubezpieczenie odpowiedzialności cywilnej osób fizycznych wykonujących zawód w służbie zdrowia
- ubezpieczenie odpowiedzialności cywilnej nauczycieli, wychowawców i innych pracowników pedagogicznych
- ubezpieczenie odpowiedzialności cywilnej członków władz spółek kapitałowych
- ubezpieczenie odpowiedzialności cywilnej osób prowadzących strzeżone parkingi samochodowe
- ubezpieczenie odpowiedzialności cywilnej jednostek organizacyjnych sprawujących funkcję zarządu drogi publicznej
- ubezpieczenie odpowiedzialności cywilnej użytkowników jachtów śródlądowych
- ubezpieczenie odpowiedzialności cywilnej przewoźników drogowych w ruchu międzynarodowym – osób fizycznych, osób prawnych lub jednostek organizacyjnych nieposiadających osobowości prawnej
- ubezpieczenie odpowiedzialności cywilnej przewoźników drogowych w ruchu krajowym – osób fizycznych, osób prawnych lub jednostek organizacyjnych nieposiadających osobowości prawnej